# Triolet (Spiel)
Triolet ist ein Gesellschaftsspiel von José Mellina und André Perriolat für 2 bis 4 Spieler ab acht Jahren. Es erschien 1996 beim französischen Verlag DJ Games. Eine internationale Version erschien im selben Jahr bei Jeux PBM. 2004 erschien eine von DJ Games für das Vereinigte Königreich lizenzierte englische Version bei Coiledspring Games.
Ziel des Spiels ist es, auf einem Scrabble-ähnlichen Spielfeld seine Spielsteine auszulegen.
Die Spieler ziehen verdeckt 3 Spielsteine, auf denen Werte von 0 bis 15 aufgedruckt sind. Nachdem das Spiel begonnen hat, versuchen die Spieler nacheinander, sogenannte Sets aus diesen Werten auszulegen. Dabei darf niemals der Wert 15 überschritten werden, wenn angrenzende Spielsteine aufsummiert werden. Es dürfen außerdem nicht mehr als drei Steine in einer Reihe liegen.
Die Spieler versuchen, beim Auslegen genau den Wert 15 zu erreichen, wofür sie Bonuspunkte bekommen, ebenso erhalten sie Bonuspunkte für das gleichzeitige Auslegen aller drei Steine. Normale Punkte bekommen die Spieler durch die Aufsummierung aller neu gebildeten Sets, unabhängig, ob sie das eines anderen Spielers vervollständigen oder ein eigenes Set legen. Dabei ist darauf zu achten, dass ein Spieler kein neues Set ohne Angrenzung an andere Sets auslegt. Die Felder auf dem Spielplan halten weitere Bonuspunkte bereit.
Hat ein Spieler seinen Zug beendet, zieht er verdeckt so viele Steine nach, wie er ausgelegt hat.
Sieger ist am Ende derjenige, der die meisten Punkte hat.
Das Spiel wurde 1996 in Frankreich mit dem As d’Or ausgezeichnet (As d’Or du jeu de société).